# Comté de Fayette (Kentucky)
Pour les articles homonymes, voir Comté de Fayette.
Le comté de Fayette est un comté de l'État du Kentucky, aux États-Unis. Son siège est basé à Lexington.

## Histoire
Le comté de Fayette est l'un des trois comtés originaux fondé à partir de l'ancien comté du Kentucky appartenant à l'État de Virginie.
Il a été nommé d'après le général La Fayette.